# 采爾克尼察湖

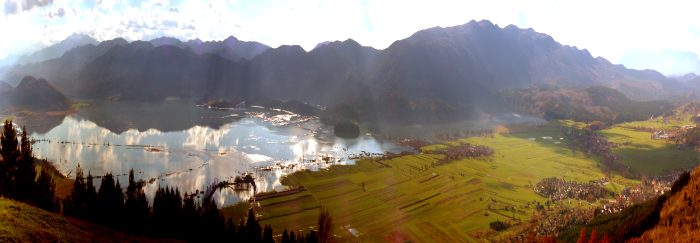

采爾克尼察湖是斯洛文尼亞的湖泊，位於該國西南部，長10.5公里、寬4.7公里，面積26平方公里，是全國最大的湖泊，平均水深10米，每年降雨量約1,700毫米。

## 外部連結
- Lake Cerknica （页面存档备份，存于） at official Slovenia travel guide